# Eshwary Megalithen
Die Eshwary Megalithen (englisch Eshwary stone row) sind eine Steinreihe westlich von Newry im County Armagh in Nordirland.
Sie besteht aus vier nord-süd-orientierten Menhiren (englisch Standing Stones). Je zwei stehen und liegen im Wechsel. Alle Steine sind weniger als zwei Meter hoch und etwa 50 cm breit. 
Steinreihen sind auf der irischen Insel, insbesondere im Osten von Ulster, nicht häufig. Die bekanntesten sind Aughlish North, Broughderg North, Clagan, Davagh und die Steinreihe von Goles. Unter ihnen ragen die Eshwary Megalithen durch die Größe der Steine heraus.
In der Nähe liegt das Court Tomb von Eswary.